# 来宾站
来宾站是位于广西壮族自治区来宾市兴宾区来宾镇的一个铁路车站，建于1941年，有湘桂铁路经过该站，现办理客货运业务，车站及其上下行区间均未电气化。车站距离衡阳站608公里，隶属南宁铁路局，是一等站。

## 車站周邊
- 兴宾区建设局
- 来宾市中医医院
- 兴宾区水产畜牧兽医局
- 来宾购物中心
- 农村信用合作社宏银分社
- 中国农业银行来宾柳来支行
- 百悦商业广场
- 迎宾广场人防地下商场
- 嘉美商业中心
- 中国石化商业客户服务中心
- 来宾实验中学
- 中国农业银行来宾新兴分理处